# Kanton Volonne
Der Kanton Volonne war bis 2015 ein französischer Wahlkreis im Arrondissement Forcalquier, im Département Alpes-de-Haute-Provence und in der Region Provence-Alpes-Côte d’Azur. Er umfasste neun Gemeinden, sein Hauptort war Volonne (frz.: chef-lieu). Die landesweiten Änderungen in der Zusammensetzung der Kantone brachten im März 2015 seine Auflösung. Sein letzter Vertreter im conseil général des Départements war von 2004 bis 2015 José Escane.

## Gemeinden
| Gemeinde                    | Einwohner (Stand: 2022) | Code postal | Code Insee |
| --------------------------- | ----------------------- | ----------- | ---------- |
| Aubignosc                   | 624                     | 04200       | 04013      |
| Château-Arnoux-Saint-Auban  | 5095                    | 04160       | 04049      |
| Châteauneuf-Val-Saint-Donat | 529                     | 04200       | 04053      |
| L’Escale                    | 1402                    | 04160       | 04079      |
| Montfort                    | 333                     | 04600       | 04127      |
| Peipin                      | 1496                    | 04200       | 04145      |
| Salignac                    | 679                     | 04290       | 04200      |
| Sourribes                   | 179                     | 04290       | 04211      |
| Volonne                     | 1637                    | 04290       | 04244      |